# Delphine Seyrig
Delphine Seyrig nascida como Delphine Claire Belriane Seyrig (Beirute, 10 de abril de 1932 - Paris, 15 de outubro de 1990) foi uma atriz do cinema francês.

## Biografia
Começou sua carreira em seriados na TV francesa mas ganhou prestígio, fama e dinheiro ao ser a estrela de "O ano passado em Marienbad", um clássico de Alain Resnais, de 1961, considerado até hoje um dos filmes mais importantes do cinema francês e da Nouvelle Vague.
Trabalhou com diretores importantes como Joseph Losey, Luis Buñuel, Chantal Akerman e François Truffaut e foi a estrela de filmes como "Jeanne Dielman";  "Accident"; "Beijos Roubados" e "O Discreto Charme da Burguesia".
Dedicou-se  também ao teatro, interpretando sempre clássicos de Pirandello, Tchecov e Ivan Turgueniev. Visitou o Brasil em 1986 para participar como convidada especial do júri do 3º Festival Internacional de Cinema, TV e Vídeo do Rio de Janeiro  - FestRio (20 a 29 de novembro de 1986).

## Filmografia parcial
- 1959: Pull My Daisy de Robert Frank e Alfred Leslie : Beltiane, la femme de Milo
- 1960: Pete and Gladys TV
- 1961: L'Année dernière à Marienbad de Alain Resnais : Une femme
- 1961: Béjart de François Weyergans - documentaire, court métrage, voix de la récitante -
- 1963: Le Troisième Concerto de Marcel Cravenne TV
- 1963: Muriel ou le temps d'un retour de Alain Resnais : Hélène Aughain
- 1965: Qui donc a rêvé ? de Liliane de Kermadec
- 1966: Qui êtes-vous, Polly Maggoo ? de William Klein : une rédactrice
- 1966: Comédie de Marin Karmitz - curta-metragem
- 1967: Accident de Joseph Losey : Francesca
- 1967: La Musica de Marguerite Duras e Paul Seban : Elle
- 1967: Hedda Gabler de Raymond Rouleau : Hedda
- 1968: L'Écume des jours de Charles Belmont : récitante
- 1968: Baisers volés de François Truffaut : Fabienne Tabard
- 1969: El vientre de la ballena de Julian Pablo
- 1969: Mr. Freedom de William Klein : Marie-Madeleine
- 1969: La Voie Lactée de Luis Buñuel : la prostituée
- 1970: Le Lys dans la vallée de Marcel Cravenne inspirado no romance homônimo, Le Lys dans la vallée, da Comédia Humana de Honoré de Balzac : Madame de Mortsauf, TV
- 1970: Peau d'Âne de Jacques Demy : La fée des lilas
- 1971: Tartuffe de Molière, réalisation Marcel Bluwal : Elmire - TV
- 1971: Les Lèvres rouges de Harry Kümel : la Comtesse Bathory
- 1971: Première année - de Patricio Guzman - documentário, voz
- 1971: Le Journal d'un suicidé de Stanislav Stanojevic : L'interprète
- 1972: Le charme discret de la bourgeoisie de Luis Buñuel : Simone Thévenot
- 1973: The Day of the Jackal de Fred Zinnemann : Colette
- 1973]: A Doll's House de Joseph Losey : Kristine Linde
- 1974: The Black Windmill de Don Siegel : Ceil Burrows
- 1974: Dites-le avec des fleurs de Pierre Grimblat : Françoise Berger, la mère
- 1974: Le Cri du coeur de Claude Lallemand : Predefinição:Mme Bunkermann
- 1974: L'Atelier de Patrick de Mervelec - documentário
- 1975: Le Boucher, la Star et l'Orpheline de Jérôme Savary : la veuve
- 1975: Aloïse de Liliane de Kermadec : Aloïse adulte
- 1975: Le Jardin qui bascule, de Guy Gilles : Kate
- 1975: Der Letzte Schrei de Robert van Ackeren : Simone
- 1975: Jeanne Dielman, 23, Quai du Commerce, 1080 Bruxelles de Chantal Akerman : Jeanne Dielman
- 1975: India Song de Marguerite Duras : Anne-Marie Stretter
- 1976: Son nom de Venise dans Calcutta désert de Marguerite Duras
- 1976: Caro Michele de Mario Monicelli
- 1977: Baxter, Vera Baxter de Marguerite Duras : L'inconnue
- 1977: Je t'aime, tu danses de François Weyergans
- 1977: Repérages de Michel Soutter : Julie
- 1977: BBC Play of the Month : The Ambassadors de Henry James  TV
- 1979: Útközben - de Márta Mészáros : Barbara
- 1980: Le Chemin perdu de Patricia Moraz com Charles Vanel, Magali Noël : Mathilde Schwarz
- 1980: Le petit pommier de Liliane de Kermadec TV
- 1980: Freak Orlando de Ulrike Ottinger
- 1980: Chère inconnue de Moshé Mizrahi : Yvette
- 1981: Documenteur  de Agnès Varda : voz
- 1981: The Man of Destiny  de Desmond Davis de Bernard Shaw TV
- 1983: Le Grain de sable de Pomme Meffre : Solange
- 1984: Dorian Gray im Spiegel der Boulevardpresse de Ulrike Ottinger
- 1985: Grosse de Brigitte Roüan - curta
- 1985: Sarah et le cri de la langouste de Marcel Bluwal, de John Murrell por Georges Wilson TV
- 1986: Golden Eighties de Chantal Akerman  : Jeanne
- 1986: Les étonnements d'un couple moderne de Pierre Boutron TV
- 1987: Sieben frauen-Sieben todsünden de Ulrike Ottinger
- 1988: La Bête dans la jungle de Benoît Jacquot da peça de Marguerite Duras baseada no romance de Henry James  TV
- 1988: Letters Home de Chantal Akerman
- 1989: Une saison de feuilles de Serge Leroy  TV
- 1989: Johanna d'Arc of Mongolia de Ulrike Ottinger : Lady Windermere